# 赤沼智善
赤沼 智善（あかぬま ちぜん、1884年（明治17年）8月25日 - 1937年（昭和12年）11月30日）は日本の仏教学者、専攻は原始仏教。大谷大学教授。

## 経歴
出生から修学期
1884年(明治17年)、新潟県長岡市上田町の願浄寺で生まれた。真宗大学に入学し、仏教学を学んだ。1909年、同郷の山辺習学と共に浩々洞同人となり、清沢満之の下で学んだ。真宗大学研究科を卒業後、山辺習学と共に仏教研鑽のためにインド、セイロンに留学し、イギリスを経て1919年に帰国。
仏教学研究者として
同1919年9月、真宗大学教授に任じられた。大学では、原始仏教ならびにパーリ語を講じた。在職中は、同大学図書館長なども務めた。1921年、国際的視野をもった鈴木大拙、佐々木月樵らとともに、仏教本来の意義を欧米に伝えることを主な目的として"東方仏教徒協会"(The Eastern Buddhist Society)を設立。
1937年11月30日午前6時、自坊にて不慮の事故により死去。法名は「樹心院釋智善」。

## 研究内容・業績
漢訳の阿含経やパーリ語のニカーヤの研究を通して、初期の仏教教団や釈尊の教説を研究した。著作のいくつかは、著作集としてまとめられている。

## 著作
著書
- 『阿含之仏教』丁子屋書店 1921
  - 『阿含乃仏教』三星社出版部 1924
- 『根本仏教の精神』中外出版 1924
- 『釈尊之生涯及其教理』平楽寺書店 1928
- 『印度仏教固有名詞辞典』法藏館 1931
- 『漢巴四部四阿含互照録』鳳出版 1985
  - 法蔵館 1985
  - 臨川書店 1985

著作集
- 『赤沼智善著作選集』(全13巻) 赤沼智善著作選集刊行会 うしお出版 1997-2000

1. 1巻『原始仏教の研究』1997
2. 2巻『仏教教理の研究』1997
3. 3巻『仏教経典史論』1998
4. 4巻『阿含の仏教』1997
5. 5巻『真実道・根本仏教の精神・原始及小乗経典の概説・佛を見る眼』1998
6. 6巻『釈尊』1997
7. 7巻『釈迦の生涯及び其教理 ; 釋迦評伝』1998
8. 8巻『聖典物語・阿含経』1998
9. 9巻『緬甸佛傳』2000
10. 10巻『七里老師語録 ; 優婆尼沙土』2000
11. 11巻『教行信証訓註』2000
12. 12巻『教行信証訓註』2000
13. 別巻1『論集』1998

論文
- CiNii>赤沼智善